# Finanzunternehmen
Finanzunternehmen (englisch financial institutions oder financial entities) sind gemäß dem System of National Accounts (2008) institutionelle Einheiten, die sich auf die Bereitstellung von Finanzdienstleistungen spezialisiert haben, einschließlich der finanziellen Vermittlung, bei der Ersparnisse von Wirtschaftseinheiten gesammelt und an andere Einheiten in Form von Krediten oder Investitionen weitergeleitet werden, sowie ergänzender Dienstleistungen wie Beratung oder Währungsumtausch.
Die Definition von Finanzunternehmen variiert je nach rechtlichem und regulatorischem Kontext, wie etwa im Kreditwesengesetz (KWG), das Institute nach bankrechtlichen Kriterien einordnet, oder in der EU-Verordnung DORA, die den Fokus auf die IT-Resilienz im Finanzsektor legt.

## Finanzunternehmen nach dem Kreditwesengesetz (KWG)
Finanzunternehmen sind nach § 1 Abs. 3 KWG Unternehmen, die Beteiligungen erwerben und halten, Geldforderungen gegen Entgelt erwerben, Leasing-Objektgesellschaft sind, mit Finanzinstrumenten auf eigene Rechnung handeln, natürliche Personen oder Unternehmen beraten oder Darlehen zwischen Kreditinstituten vermitteln, ohne selbst monetäres Finanzinstitut, also Kreditinstitut oder Kapitalverwaltungsgesellschaft, zu sein.

### Konkrete Dienstleistungen
Zum entgeltlichen Erwerb von Geldforderungen gehört das Factoring und das Inkasso, so dass Factoring- und Inkassounternehmen zu den Finanzunternehmen gehören. Das gilt auch für den Erwerb und die Verwaltung von Beteiligungen, was auf alle Holdings zutrifft; auch reine Industrie- und Versicherungsholdings sind Finanzunternehmen. Auch Leasing-Objektgesellschaften im Sinne des § 2 Abs. 6 Satz 1 Nr. 17 KWG (so genannte „Einobjekt-Leasingobjektgesellschaften“) gehören zum Kreis der Finanzunternehmen. Das übrige Leasinggeschäft gehört seit Januar 2009 zu den Finanzdienstleistungen nach § 1 Abs. 1a KWG. Betreibt ein Unternehmen ganz oder überwiegend den Eigenhandel mit Finanzinstrumenten oder vermittelt Darlehen zwischen Kreditinstituten („Geldmaklergeschäfte“), so gehört es ebenfalls zu den Finanzunternehmen. Bei der Beratung ist die Voraussetzung als Finanzunternehmen erfüllt, wenn das Unternehmen
- natürliche Personen berät und eine Erlaubnis als Finanzanlagevermittler nach § 34f GewO besitzt und dies seine Haupttätigkeit darstellt und/oder
- andere Unternehmen berät über die Kapitalstruktur, die industrielle Strategie und die damit verbundenen Fragen sowie bei Zusammenschlüssen und Übernahmen von Unternehmen (insbesondere Mergers & Acquisitions-Beratung).

### Rechtsfragen
Die aufsichtsrechtliche Berücksichtigung von Finanzunternehmen trägt dem Umstand Rechnung, dass sich in der Vergangenheit Unternehmen gründeten, deren Betriebszweck ganz oder teilweise nicht im Betreiben von Bankgeschäften bestand, sondern Randgebiete des Bankwesens betraf. Der Gesetzgeber hielt es für erforderlich, diese Unternehmen regulatorisch zu berücksichtigen. Er schuf mit dem Begriff des Finanzunternehmens in § 1 Abs. 3 Satz 1 KWG einen bestimmten Rechtsbegriff, der eine enumerative Aufzählung von Geschäften enthält, die als banknahe Geschäfte zu bezeichnen sind. Damit definiert das KWG die Unternehmen anhand ihrer angebotenen Dienstleistungen und unterscheidet unter anderem zwischen Kreditinstitut oder Finanzunternehmen. Es hat insgesamt 7 Geschäftsbereiche identifiziert, die – als Haupttätigkeit ausgeführt – ein Unternehmen unwiderlegbar zum Finanzunternehmen machen.
Die Einstufung als Kreditinstitut oder als Finanzunternehmen hängt mit dem Risikopotenzial zusammen, das von der jeweiligen Geschäftstätigkeit ausgeht. Während Kreditinstitute zum Betreiben von Bankgeschäften nach § 32 Abs. 1 Satz 1 KWG und Kapitalverwaltungsgesellschaften mit ihren Dienstleistungen nach § 20 KWG dem Konzessionsprinzip unterliegen, bedürfen Finanzunternehmen keiner derartigen Banklizenz durch die BaFin. Allerdings kann nach den §§ 44c, § 37 KWG die Bankenaufsicht auch gegenüber Finanzunternehmen tätig werden, wenn der Verdacht auf das Betreiben unerlaubter Bankgeschäfte oder Finanzdienstleistungen besteht. Finanzunternehmen unterliegen nach § 2 Abs. 1 Nr. 3 GwG als „Verpflichtete“ den Geldwäschebestimmungen. Diese Pflicht besteht, wenn sie mindestens 50 % des Geschäftsvolumens aus Geschäften erzielen, die in § 1 Abs. 3 Satz 1 KWG genannt sind.

### Aufsichtsfragen
Der  Financial Stability Board (Finanzstabilitätsrat) hat im Oktober 2011 einen Maßnahmenkatalog zum Umgang mit systemrelevanten Finanzunternehmen (Global Systemically Important Financial Institutions, „G-SIFIs“) vorgestellt („Key Attributes“). Durch das Trennbankengesetz vom August 2013 ist die BaFin befugt, Hindernisse, die der Abwicklungsfähigkeit von Finanzunternehmen entgegenstehen, zu beseitigen.

### Abgrenzung
Die Finanzholding-Gesellschaft ist nach § 1 Abs. 1a KWG ein Finanzunternehmen, dessen Tochtergesellschaften ausschließlich oder hauptsächlich Kreditinstitute, Finanzdienstleistungs- oder Finanzunternehmen sind, und die mindestens ein Einlagenkreditinstitut oder ein Wertpapierhandelsunternehmen als Tochterunternehmen aufweisen.

## Finanzunternehmen nach dem Digital Operational Resilience Act (DORA)
Mit Verordnung (EU) 2022/2554 (DORA) verpflichtet die Europäische Union Finanzunternehmen zur Stärkung ihrer digitalen operationalen Resilienz. Im Sinne von DORA werden Finanzunternehmen (englisch financial entities) deutlich umfangreicher definiert als im KWG:
Finanzunternehmen im Sinne von DORA umfassen insbesondere Kreditinstitute (Banken), Zahlungsinstitute, Wertpapierfirmen sowie Versicherungs- und Rückversicherungsunternehmen. Unter DORA fallen gemäß Artikel 2 Abs. 2 aber auch Kontoinformationsdienstleister, E-Geld-Institute, Anbieter von Krypto-Dienstleistungen, Zentralverwahrer, zentrale Gegenparteien, Handelsplätze, Transaktionsregister, Verwalter alternativer Investmentfonds, Verwaltungsgesellschaften, Datenbereitstellungsdienste, Versicherungsvermittler, Rückversicherungsvermittler und Versicherungsvermittler in Nebentätigkeit, Einrichtungen der betrieblichen Altersversorgung, Ratingagenturen, Administratoren kritischer Referenzwerte, Schwarmfinanzierungsdienstleister und Verbriefungsregister.